# شفق پک‌دمیر
شفق پکدمیر (ترکی استانبولی: Şafak Pekdemir؛ زادهٔ ۱۹ ژوئن ۱۹۸۸) بازیگر اهل ترکیه است.
وی از سال ۲۰۰۹ میلادی تاکنون مشغول فعالیت بوده است. از فیلم‌ها یا برنامه‌های تلویزیونی که وی در آن
ایفای نقش کرده است می‌توان به می‌توان به سیب ممنوعه اشاره کرد.